# Феррин, Арни
Чаритон Арнольд «Арни» Феррин младший (англ. Chariton Arnold "Arnie" Ferrin, Jr.; 29 июля 1925, Солт-Лейк-Сити — 27 декабря 2022, Солт-Лейк-Сити) — американский профессиональный баскетболист, генеральный менеджер, спортивный администратор и спортивный директор. Чемпион NCAA в сезоне 1943/44, чемпион БАА в сезоне 1948/49 и чемпион НБА в сезоне 1949/50.

## Ранние годы
Арни Феррин родился в городе Солт-Лейк-Сити (штат Юта), учился в школе Огден из одноимённого города, в которой играл за местную баскетбольную команду.

## Студенческая карьера
В 1948 году окончил Университет Юты, где в течение пяти лет играл за команду «Юта Ютес», в которой провёл успешную карьеру. При Феррине «Ютес» два раза выигрывали регулярный чемпионат конференции Mountain States Athletic (1944—1945), а также два раза выходили в плей-офф студенческого чемпионата США (1944—1945).
В 1944 году «Юта Ютеc» стали чемпионами Национальной ассоциации студенческого спорта (NCAA), а Арни Феррин был признан самым выдающимся игроком этого баскетбольного турнира. 24 марта они вышли в финал четырёх турнира NCAA (англ. Final Four), где сначала в полуфинальном матче, 25 марта, обыграли команду Прайса Брукфилда «Айова Стэйт Сайклонс» со счётом 40—31, в котором Феррин стал четвёртым по результативности игроком своей команды, набрав 6 очков, а затем в финальной игре, 28 марта, в упорной борьбе (в овертайме) обыграли команду Ода Бриндли «Дартмут Биг Грин» со счётом 42—40, в которой Арни стал лучшим игроком матча, набрав 22 очка. В следующем сезоне «Ютес» вышли в плей-офф турнира NCAA, где в региональном полуфинале, 23 марта, по всем статьям проиграли будущему победителю турнира, команде Боба Кёрланда «Оклахома A&M Аггис», со счётом 37—62, в котором Феррин не играл.
Кроме того в 1947 году баскетболисты «Юта Ютес» стали чемпионами Национального пригласительного турнира (NIT), обыграв в финальном матче команду университета Кентукки «Кентукки Уайлдкэтс» со счётом 49—45. Арни Феррин один раз включался в 1-ю всеамериканскую сборную NCAA (1945), а также три раза — во 2-ю всеамериканскую сборную NCAA (1944, 1947—1948). Свитер с номером 22, под которым Феррин выступал за «Юта Ютес», был закреплён за ним и выведен из употребления.

## Карьера в НБА
Играл на позиции лёгкого форварда и атакующего защитника. В 1948 году был выбран на драфте БАА под 33-м номером командой «Миннеаполис Лейкерс», в которой провёл всю свою непродолжительную профессиональную карьеру. Всего в БАА/НБА провёл 3 сезона. Два года подряд Феррин в составе «Лейкерс» становился чемпионом БАА/НБА (1949—1950). Всего за карьеру в БАА и НБА сыграл 178 игр, в которых набрал 1037 очков (в среднем 5,8 за игру), сделал 271 подбор и 278 передач.

## Дальнейшая деятельность
После завершения спортивной карьеры игрока Феррин долгое время работал в структуре своей родной команды «Юта Ютес», сначала генеральным менеджером, а затем спортивным администратором. С 1976 по 1985 год занимал должность спортивного директора команды, после чего отошёл от дел. 10 марта 2012 года Арни Феррин был введён в баскетбольный Зал славы конференции Pacific-12.

## Статистика

### Статистика в НБА
| Сезон                                                                                    | Команда     | Регулярный сезон | Регулярный сезон | Регулярный сезон | Регулярный сезон | Регулярный сезон | Регулярный сезон | Регулярный сезон | Регулярный сезон | Регулярный сезон | Регулярный сезон | Регулярный сезон | Серия плей-офф | Серия плей-офф | Серия плей-офф | Серия плей-офф | Серия плей-офф | Серия плей-офф | Серия плей-офф | Серия плей-офф | Серия плей-офф | Серия плей-офф | Серия плей-офф |
| Сезон                                                                                    | Команда     | GP               | GS               | MPG              | FG%              | 3P%              | FT%              | RPG              | APG              | SPG              | BPG              | PPG              | GP             | GS             | MPG            | FG%            | 3P%            | FT%            | RPG            | APG            | SPG            | BPG            | PPG            |
| ---------------------------------------------------------------------------------------- | ----------- | ---------------- | ---------------- | ---------------- | ---------------- | ---------------- | ---------------- | ---------------- | ---------------- | ---------------- | ---------------- | ---------------- | -------------- | -------------- | -------------- | -------------- | -------------- | -------------- | -------------- | -------------- | -------------- | -------------- | -------------- |
| 1948/49                                                                                  | Миннеаполис | 47               |                  |                  | 34,4             |                  | 66,4             | 0,0              | 1,6              |                  |                  | 7,3              | 10             |                |                | 33,8           |                | 66,7           | 0,0            | 2,1            |                |                | 8,2            |
| 1949/50                                                                                  | Миннеаполис | 63               |                  |                  | 33,3             |                  | 69,7             | 0,0              | 1,5              |                  |                  | 5,4              | 12             |                |                | 34,0           |                | 55,2           | 0,0            | 2,5            |                |                | 6,8            |
| 1950/51                                                                                  | Миннеаполис | 68               |                  |                  | 31,9             |                  | 69,5             | 4,0              | 1,6              |                  |                  | 5,2              | 7              |                |                | 33,3           |                | 94,4           | 4,7            | 2,3            |                |                | 5,9            |
|                                                                                          | Всего       | 178              |                  |                  | 33,2             |                  | 68,6             | 1,5              | 1,6              |                  |                  | 5,8              | 29             |                |                | 33,8           |                | 68,5           | 1,1            | 2,3            |                |                | 7,1            |
| Наведите курсор мыши на аббревиатуры в заголовке таблицы, чтобы прочесть их расшифровку. |             |                  |                  |                  |                  |                  |                  |                  |                  |                  |                  |                  |                |                |                |                |                |                |                |                |                |                |                |